# Die Toteninsel (1955)
Die Toteninsel ist ein deutsches Kinofilmmelodram aus dem Jahre 1955 von Viktor Tourjansky mit Willy Birgel in der Hauptrolle. Dem Film liegt der gleichnamige Roman des damaligen Hörzu-Chefredakteurs Eduard Rhein unter dem Pseudonym „Hans-Ulrich Horster“ zugrunde.

## Handlung
Die Toteninsel, das ist die Insel Lampur, ein Platz der Verdammten inmitten der Südsee. Denn hierhin werden nur an Lepra erkrankte Menschen verschifft, die als Aussätzige vom Rest der Menschen ferngehalten werden sollen. Unter ihnen befinden sich eine Sängerin mit Stimmverlust, ein Architekt von Gotteshäusern und ein Ordenspriester. Als eines Tages ein Schiff mit einer Reihe von Besuchern anlandet, kehrt auch erstmals so etwas wie Mitmenschlichkeit ein, denn diese Gäste wollen wegen starker menschlicher Bindungen zu den Aussätzigen auf der Toteninsel bleiben. Da ist der unheilbar kranke Frank Gordon, der seine Gattin Maria vergeblich bittet, ihn wieder zu verlassen und zurück ins sichere Europa zu fahren. Für ihn gibt es kein Happy End: Er wird von meuternden Mit-Insulanern erstochen.
Ein anderer Besucher von Lampur heißt Stefan. Er ist hierhergekommen, um nach seiner Frau zu suchen, von der er einst in Korea getrennt wurde. Die Überraschung ist groß, als Stefan sie als Lebensgefährtin des Inselarztes wiederfindet. Am Ende sind es Stefan und Maria, die über ihr gemeinsames Leid hier vor Ort zusammenfinden und damit einen Grund für ein unbeschwerteres Leben entdecken. Verzweiflung und menschliche Größe, Anstand und Gottvertrauen existieren auf Lampur eng beieinander, doch als die Besucher die Toteninsel wieder verlassen haben, versinkt das Eiland der Verdammten erneut in die Vergessenheit, aus der es einen Moment lang aufgetaucht war.

## Produktionsnotizen
Die Toteninsel entstand im (damals) jugoslawischen Split und Brela (Außenaufnahmen) sowie in München-Geiselgasteig (Atelieraufnahmen) und wurde am 23. August 1955 im Berliner Marmorhaus uraufgeführt.
Alfred Bittins war Produktionsleiter. Wilhelm Vorwerg und F.-Dieter Bartels zeichneten für die Filmbauten verantwortlich. Hannes Staudinger arbeitete als einfacher Kameramann Chefkameramann Günther Anders zu. Werner Schlagge sorgte für den Ton, Ilse Kohl entwarf die Kostüme und spielte auch eine winzige Rolle.

## Kritiken
Der Spiegel befand in seiner Ausgabe vom 7. September 1955: „Auf der Lepra-Station in der Südsee werden Ehen getrennt und erneuert – gesunde Gäste auf der "Toteninsel" lösen viele Einzeldramen und Konflikte aus. Der Film … ist durchweg effektreich, wenn auch manchmal theatralisch-schief. Karin Hardt, die nach langer Pause zum erstenmal wieder auftritt, übertrifft als abgeblühte, aussätzige, freundlich resignierte Fabrikantin in einer kleinen Rolle alle Mitspieler.“
Im Lexikon des Internationalen Films heißt es: „Ein Problemfilm, typisch für das Unterhaltungskino der 50er Jahre: Da seine erzählerischen und gedanklichen Möglichkeiten zu unwahrhaftig und unausgereift sind, bringt er nie die Kraft auf, zu erschüttern.“